# Amphiactis canescens
Amphiactis canescens är en ormstjärneart som först beskrevs av George Richard Lyman 1879.  Amphiactis canescens ingår i släktet Amphiactis och familjen bandormstjärnor. Inga underarter finns listade i Catalogue of Life.